# Parnell, Iowa
Parnell là một thành phố thuộc quận Iowa, tiểu bang Iowa, Hoa Kỳ. Năm 2010, dân số của thành phố này là 193 người.

## Dân số
Dân số qua các năm:
- Năm 2000: 220 người.
- Năm 2010: 193 người.